# Sao Hải Vương
Sao Hải Vương (tiếng Anh: Neptune), hay Hải Vương Tinh (chữ Hán: 海王星) là hành tinh thứ tám và xa nhất tính từ Mặt Trời trong Hệ Mặt Trời. Nó là hành tinh lớn thứ tư về đường kính và lớn thứ ba về khối lượng. Sao Hải Vương có khối lượng riêng lớn nhất trong số các hành tinh khí trong hệ Mặt trời. Sao Hải Vương có khối lượng gấp 17 lần khối lượng của Trái Đất và hơi lớn hơn khối lượng của Sao Thiên Vương (xấp xỉ bằng 15 lần của Trái Đất). Sao Hải Vương quay trên quỹ đạo quanh Mặt Trời ở khoảng cách trung bình 30,1 AU, bằng khoảng 30 lần khoảng cách Trái Đất - Mặt Trời. Sao Hải Vương được đặt tên theo vị thần biển cả của người La Mã (Neptune). Nó có ký hiệu thiên văn là ♆, là biểu tượng cách điệu cây đinh ba của thần Neptune hoặc chữ cái psi của Hy Lạp.
Sao Hải Vương là hành tinh đầu tiên được tìm thấy bằng tính toán lý thuyết. Dựa vào sự nhiễu loạn bất thường của quỹ đạo Sao Thiên Vương, nhà thiên văn Alexis Bouvard đã kết luận rằng quỹ đạo của nó bị nhiễu loạn do tương tác hấp dẫn với một hành tinh nào đó. Vào ngày 23 tháng 9 năm 1846, nhà thiên văn Johann Galle đã phát hiện ra Sao Hải Vương ở vị trí lệch 1 độ so với tiên đoán của Urbain Le Verrier. Sau đó ít lâu, người ta cũng khám phá ra Triton, vệ tinh lớn nhất của sao Hải Vương, trong khi 15 vệ tinh còn lại của nó chỉ được phát hiện trong thế kỷ XX và XXI. Cho tới nay, tàu không gian Voyager 2 là tàu duy nhất bay qua Sao Hải Vương vào ngày 25 tháng 8 năm 1989.
Sao Hải Vương có cấu tạo tương tự như Sao Thiên Vương, nhưng lại khác biệt với những hành tinh khí khổng lồ như Sao Mộc và Sao Thổ. Khí quyển của sao Hải Vương chứa thành phần cơ bản là hydro và heli, cùng một số ít các hydrocarbon và có lẽ cả nitơ, tương tự như của Sao Mộc hay Sao Thổ. Tuy nhiên khí quyển của nó chứa tỷ lệ lớn hơn các phân tử "băng" như nước, amonia, và methan. Do đó các nhà thiên văn thỉnh thoảng phân loại Sao Thiên Vương và Sao Hải Vương thành các hành tinh băng đá khổng lồ để nhấn mạnh sự khác biệt này. Bên trong Sao Hải Vương chứa chủ yếu băng và đá, giống như Sao Thiên Vương. Lõi hành tinh có thể có bề mặt tuy rắn nhưng nhiệt độ của nó có thể cao tới hàng nghìn độ và áp suất rất lớn. Khí methan trong tầng ngoài khí quyển là nguyên nhân Sao Hải Vương hiện lên với màu xanh lam.
Trái ngược với bầu khí quyển mờ đặc và gần như đồng màu của Sao Thiên Vương, khí quyển của Sao Hải Vương có những vùng hoạt động mạnh và dễ nhận thấy. Năm 1989, tàu Voyager 2 khi bay qua Sao Hải Vương đã chụp được hình ảnh của Vết Tối Lớn trên bán cầu nam có kích thước tương đương với Vết Đỏ Lớn của Sao Mộc. Những vùng hoạt động thời tiết này được duy trì bởi những cơn gió với tốc độ lên tới 2.100 kilômét trên giờ, mạnh nhất trên khí quyển trong các hành tinh thuộc Hệ Mặt Trời. Do cách rất xa Mặt Trời nên lớp khí quyển ngoài cùng của Sao Hải Vương là một trong những nơi lạnh nhất trong Hệ Mặt Trời. Nhiệt độ của những đám mây trên cao khoảng 55 K (-218 °C) trong khi nhiệt độ tại lõi hành tinh xấp xỉ 5.400 K (5.000 °C). Sao Hải Vương có một hệ thống vành đai mờ và rời rạc (hay những cung), được phát hiện trong thập niên 1960 nhưng chỉ được xác nhận vào năm 1989 bởi Voyager 2.

## Lịch sử

### Phát hiện
Các bản vẽ của Galileo Galilei cho thấy ông là người đầu tiên quan sát Sao Hải Vương qua kính viễn vọng vào ngày 28 tháng 12 năm 1612, và một lần nữa vào ngày 27 tháng 1 năm 1613. Trong cả hai lần, Galileo đã nhầm Sao Hải Vương là một ngôi sao cố định khi nó xuất hiện ở vị trí giao hội rất gần với Sao Mộc trên bầu trời. Vì vậy mà Galileo không được công nhận là người phát hiện ra Sao Hải Vương. Trong lúc quan sát đầu tiên của ông tháng 12 năm 1612, Sao Hải Vương gần như đứng yên trên nền trời bởi vì nó vừa mới di chuyển nghịch hành biểu kiến vào ngày đó. Chuyển động ngược biểu kiến xuất hiện khi Trái Đất vượt lên trước hành tinh vòng ngoài trên quỹ đạo quay quanh Mặt Trời. Do Sao Hải Vương vừa mới bắt đầu chuyển động nghịch hành, chuyển động này quá nhỏ để có thể nhận ra qua kính thiên văn nhỏ của Galileo. Tháng 7 năm 2009, nhà vật lý David Jamieson ở Đại học Melbourne nêu ra bằng chứng mới cho thấy Galileo có lẽ đã nhận ra "ngôi sao" mà ông quan sát có vẻ đã dịch chuyển so với những ngôi sao cố định.
Năm 1821, nhà thiên văn Alexis Bouvard công bố tham số quỹ đạo của Sao Thiên Vương. Tuy nhiên, những quan sát ngay sau đó lại sai lệch so với dữ liệu công bố của ông. Bouvard giả thuyết rằng có một vật thể nào đó đã làm nhiễu loạn quỹ đạo Sao Thiên Vương bằng tương tác hấp dẫn.
Năm 1843, nhà thiên văn John Couch Adams bắt đầu nghiên cứu quỹ đạo của Thiên Vương Tinh dựa trên những dữ liệu hiện có. Adams đã nhờ giám đốc Đài quan sát Cambridge James Challis yêu cầu Sir George Airy, một nhà thiên văn Hoàng gia Anh, gửi thêm cho ông số liệu. Adams tiếp tục công trình của mình trong 1845–46 và đưa ra một vài kết quả về ước lượng vị trí hành tinh mới này.

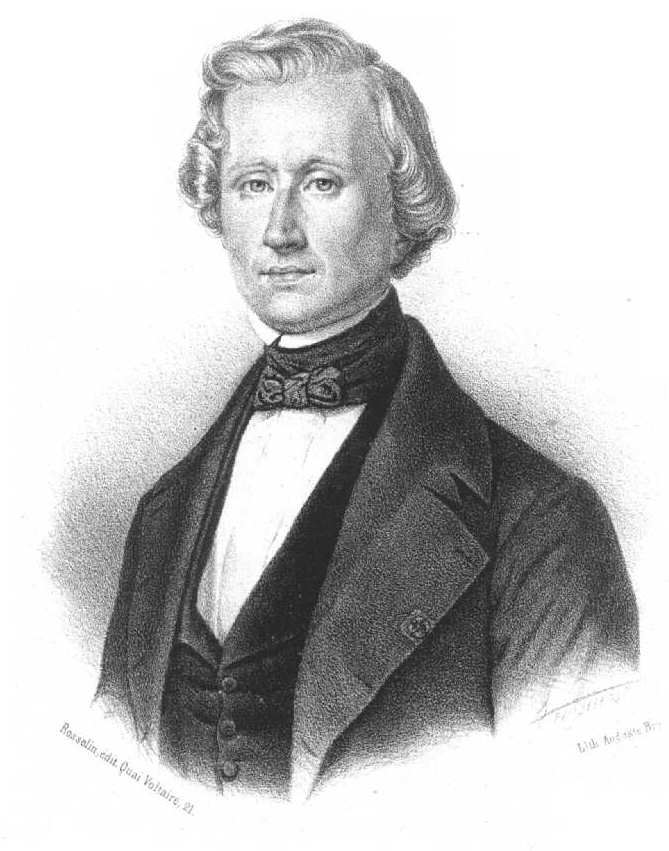
Urbain Le Verrier

Cũng trong năm 1845–46, Urbain Le Verrier cũng tiến hành tính toán tham số quỹ đạo độc lập với Adams. Ông cũng gặp phải khó khăn trong việc thu hút sự quan tâm từ những người cùng ngành trong nước. Tháng 6 năm 1846, dựa trên công trình khoa học của Le Verrier và Adams về ước lượng vị trí của hành tinh mới, Airy đã đề nghị Challis sử dụng kính thiên văn tìm kiếm hành tinh này. Challis đã quan sát các vị trí trên bầu trời trong toàn bộ tháng 8 và tháng 9 nhưng không có kết quả.
Trong thời gian này, Le Verrier đã gửi thư đến Johann Galle, giám đốc Đài quan sát Berlin, để thuyết phục tìm kiếm hành tinh mới bằng kính thiên văn phản xạ. Heinrich d'Arrest, một sinh viên thực tập tại đài thiên văn, đã đề xuất với Galle rằng họ nên so sánh bản đồ bầu trời vẽ gần đây trong vùng của vị trí mà Le Verrier tiên đoán với vùng bầu trời quan sát qua kính thiên văn, và tìm xem có vật thể nào di chuyển so với những ngôi sao cố định không. Vào đêm của ngày nhận được lá thư của Le Verrier, ngày 23 tháng 9 năm 1846, Galle và d'Arrest đã phát hiện ra Sao Hải Vương ở vị trí lệch 1° so với tính toán của Le Verrier, và lệch khoảng 12° so với tính toán của Adams. Challis sau đó nói rằng ông đã hai lần quan sát thấy Sao Hải Vương vào ngày 8 và 12 tháng 8 năm đó, nhưng do Challis không có bản đồ sao mới nhất nên đã không nhận ra đó là một hành tinh.
Ngay sau khi công bố phát hiện ra hành tinh mới, đã có tranh cãi giữa Anh và Pháp về việc ai nên được công nhận là người phát hiện. Cộng đồng khoa học lúc đó cho rằng cả hai nhà thiên văn Le Verrier và Adams đều xứng đáng được công nhận. Từ 1966 Dennis Rawlins nêu ra vấn đề về sự công nhận cho Adams là người đồng khám phá hành tinh, và vấn đề này đã được đánh giá lại bởi các nhà lịch sử khoa học trong hội nghị về "Lịch sử khám phá Sao Hải Vương" năm 1998 tổ chức tại Đài quan sát Hoàng gia, Greenwich. Sau khi đánh giá lại các ghi chép và bài báo trong lịch sử, họ cho rằng "Adams không xứng đáng khi được công nhận bình đẳng với Le Verrier về tính toán khám phá Sao Hải Vương. Sự công nhận chỉ thuộc về người không những tiên đoán đúng vị trí hành tinh mà còn thành công trong thuyết phục các nhà thiên văn thực hiện quan sát nhằm tìm kiếm nó" (Adams không hề thuyết phục nhà thiên văn nào tìm kiếm mà là do Airy khuyến nghị, xem ở trên).

### Đặt tên
Ngay sau khi phát hiện ra, người ta gọi Sao Hải Vương một cách đơn giản là "hành tinh bên ngoài Sao Thiên Vương" hoặc là "hành tinh Le Verrier". Galle là người đầu tiên đề xuất một tên gọi, mà ông gọi hành tinh là Janus. Ở Anh, Challis đề xuất tên Oceanus.
Cho rằng mình có quyền được đặt tên cho phát hiện của mình, Le Verrier ngay lập tức đề xuất tên gọi Neptune (tên La Mã của vị thần cai trị đại dương - Hải Vương), và tuyên bố không đúng sự thực rằng tên gọi này đã được chính thức công nhận bởi cơ quan địa lý và thiên văn "Bureau des Longitudes" của Pháp. Trong tháng 10 năm 1846, ông lại đề nghị sử dụng tên của chính ông là Le Verrier, và giám đốc đài quan sát François Arago cũng ủng hộ tên gọi này. Tuy nhiên, đề nghị này gặp phải sự chống đối mạnh mẽ bên ngoài nước Pháp. Cơ quan thiên văn và bản đồ Pháp cũng nhanh chóng sử dụng lại tên gọi Herschel cho hành tinh Uranus, mang tên người khám phá Sir William Herschel, và Leverrier cho tên của hành tinh mới phát hiện.
Nhà thiên văn người Đức Struve ủng hộ tên gọi Neptune vào ngày 29 tháng 12 năm 1846 tại một hội nghị của Viện hàn lâm khoa học Saint Petersburg. Và Neptune sớm được cộng đồng quốc tế chấp nhận. Trong thần thoại La Mã, Neptune là vị thần biển cả, có vai trò như thần Poseidon trong thần thoại Hy Lạp. Sự đòi hỏi đặt tên theo thần thoại là để tuân thủ cách đặt tên cho những hành tinh khác, ngoại trừ Trái Đất, đều theo tên các vị thần trong thần thoại Hy Lạp và La Mã.
Các ngôn ngữ khác, kể cả ở những nước không có ảnh hưởng bởi văn hóa Hy Lạp và La Mã, thường địa phương hóa từ tên chính thức Neptune cho Sao Hải Vương. Trong tiếng Trung, tiếng Nhật, tiếng Hàn Quốc và tiếng Việt, tên hành tinh được dịch thành "Hải Vương Tinh" (chữ Nho, 海王星), vì Neptune là vị thần biển cả. Trong tiếng Hy Lạp hiện đại, tên gọi của hành tinh này là Poseidon (Ποσειδώνας: Poseidonas), vị thần biển cả tương ứng với tên gọi Neptune của thần thoại La Mã.

### Tình trạng
Từ khi được phát hiện ra năm 1846 cho đến khi Pluto được phát hiện năm 1930, Sao Hải Vương được coi là hành tinh xa nhất. Khi Sao Diêm Vương (Pluto) trở thành hành tinh thứ 9, Sao Hải Vương trở thành hành tinh xa Mặt Trời thứ hai, ngoại trừ 20 năm từ 1979 đến 1999 khi quỹ đạo elip dẹt của Sao Diêm Vương đưa thiên thể này đến gần Mặt Trời hơn so với Sao Hải Vương. Năm 1992, vành đai Kuiper được phát hiện dẫn đến cuộc tranh luận giữa các nhà thiên văn học là Sao Diêm Vương nên được coi là một hành tinh hay là một thiên thể nằm trong vành đai. Năm 2006, Hiệp hội Thiên văn Quốc tế lần đầu tiên đưa ra định nghĩa chính thức thế nào là một hành tinh, xếp Sao Diêm Vương thuộc loại "hành tinh lùn" và Sao Hải Vương lại trở thành hành tinh xa nhất trong Hệ Mặt Trời.

## Cấu trúc và thành phần

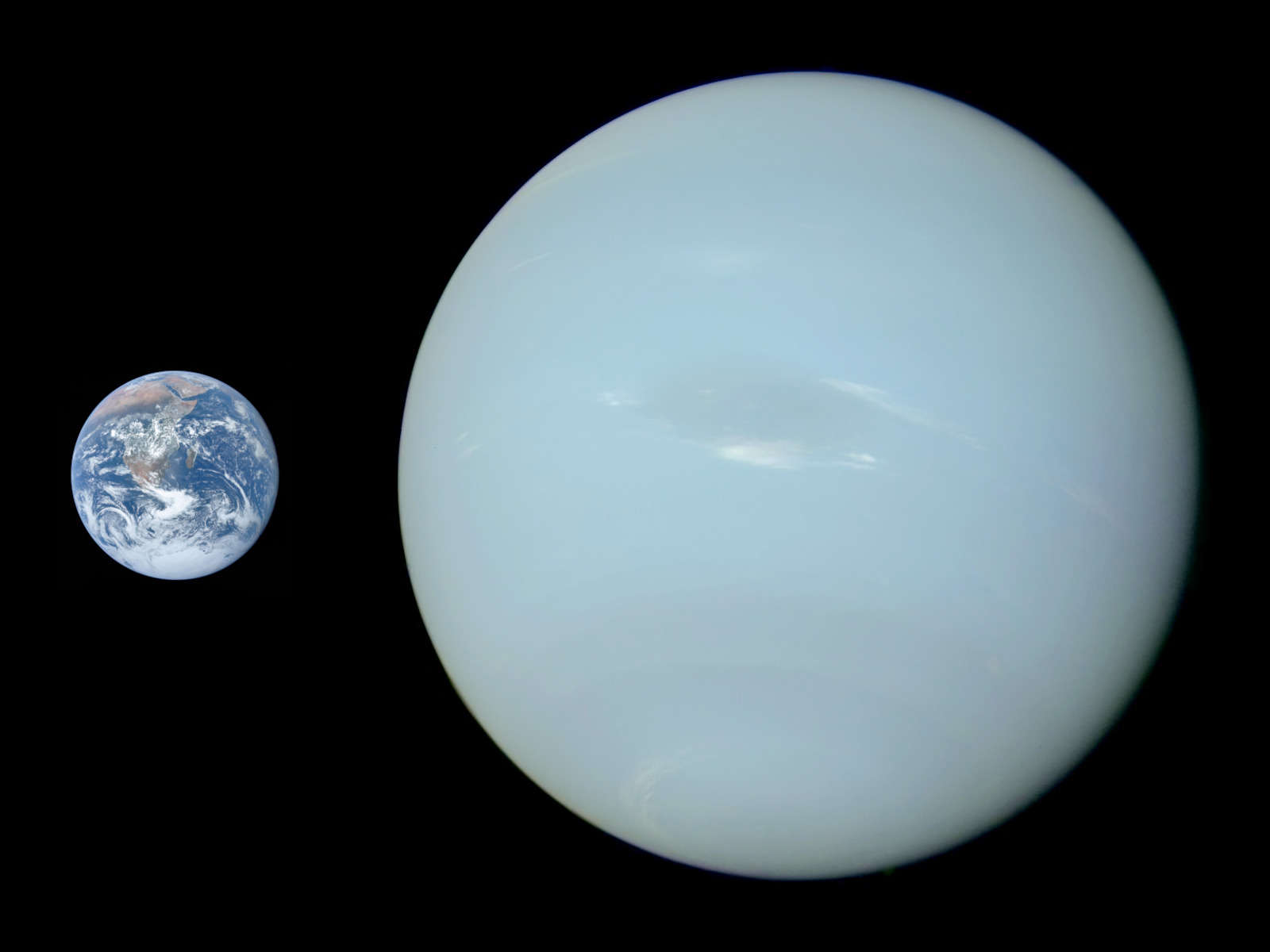
So sánh kích thước Trái Đất và Sao Hải Vương.

Sao Hải Vương có khối lượng 1,0243×1026 kg, nằm trung gian giữa Trái Đất và các hành tinh khí khổng lồ: khối lượng của nó bằng 17 lần khối lượng Trái Đất nhưng chỉ bằng 1/19 so với của Sao Mộc. Lực hấp dẫn trên bề mặt của nó chỉ nhỏ hơn của Sao Mộc. Bán kính xích đạo của Sao Hải Vương bằng 24.764 km hay gấp bốn lần của Trái Đất. Sao Hải Vương và Sao Thiên Vương được xếp thành một phân nhóm của hành tinh khí khổng lồ được gọi là "các hành tinh băng đá khổng lồ", do chúng có kích thước nhỏ hơn và mật độ các chất dễ bay hơi cao hơn so với Sao Mộc và Sao Thổ. Trong những dự án tìm kiếm hành tinh ngoài Hệ Mặt Trời, thuật ngữ "hành tinh kiểu Sao Hải Vương" được sử dụng để chỉ những hành tinh có khối lượng tương tự như của Sao Hải Vương, giống như các nhà thiên văn cũng thường gọi các hành tinh ngoài Hệ Mặt Trời là "hành tinh kiểu Mộc Tinh".

### Cấu trúc bên trong

Minh họa cấu trúc bên trong của Sao Hải Vương:
1. Tầng thượng quyển với những đám mây cao
2. Tầng khí quyển chứa các khí hydro, heli và methan
3. Lớp phủ chứa băng gồm nước, amonia và methan
4. Lõi hành tinh chứa đá (silicat và nikel-sắt)

Cấu trúc bên trong của Sao Hải Vương tương tự như của Sao Thiên Vương. Khí quyển của nó chiếm khoảng 5% đến 10% khối lượng hành tinh và chiều dày khoảng 10% đến 20% bán kính hành tinh, xuống sâu tới mức áp suất 10 GPa gấp 100.000 lần áp suất khí quyển trên Trái Đất. Ở tầng khí quyển thấp hơn, mật độ của methan, amonia và nước cũng cao hơn.
Lớp phủ có nhiệt độ từ 2.000 K đến 5.000 K có khối lượng khoảng 10 tới 15 lần khối lượng Trái Đất và chứa chủ yếu nước, amonia và methan. Hỗn hợp này thường được gọi là "băng" mặc dù chúng là chất lỏng nóng và đậm đặc. Hỗn hợp lỏng này có tính dẫn điện tốt và đôi khi được gọi là đại dương nước-amonia. Lớp phủ cũng có thể chứa một tầng nước ion nơi các phân tử nước bị phân ly thành các ion hydro và oxy. Ở những tầng sâu hơn, có thể hình thành trạng thái "nước siêu ion" (superionic water). Các ion oxy bị tinh thể hóa trong khi các ion hydro di chuyển tự do trong mạng tinh thể oxy. Tại độ sâu 7.000 km có thể hình thành các điều kiện làm cho methan biến thành tinh thể kim cương và rơi như mưa đá xuống vùng lõi hành tinh. Các nhà khoa học cũng tin rằng mưa kim cương này cũng xảy ra trên Sao Mộc, Sao Thổ và Sao Thiên Vương. Phòng thí nghiệm quốc gia Lawrence Livermore đã tiến hành các thí nghiệm với áp suất cực cao cho thấy nền của lớp phủ có thể bao gồm một đại dương kim cương lỏng (liquid diamond) với các hạt "diamond-bergs" trôi nổi.
Lõi của Sao Hải Vương có thành phần bao gồm sắt, nikel và silicat, và có khối lượng theo mô hình hóa bằng 1,2 lần khối lượng Trái Đất. Áp suất tại trung tâm lõi cao tới 7 Mbar (700 GPa), gấp hai lần áp suất tại tâm của Trái Đất, và nhiệt độ đạt 5.400 K.

### Khí quyển

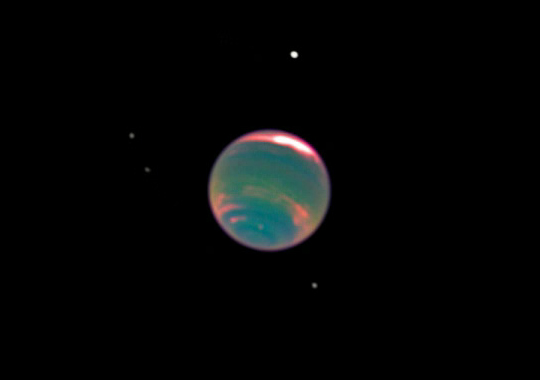
Ảnh màu giả chụp Sao Hải Vương qua bước sóng gần-hồng ngoại, với các dải mây chứa methan trong khí quyển của hành tinh, và bốn vệ tinh, Proteus (sáng nhất), Larissa, Galatea, và Despina. Ảnh của kính thiên văn Hubble.

Ở cao độ lớn, khí quyển Sao Hải Vương chứa 80% hydro và 19% heli. Cũng có một lượng nhỏ phân tử methan. Dấu vết của khí methan cũng được phát hiện khi các nhà khoa học quan sát thấy vạch quang phổ hấp thụ điển hình của methan ở bước sóng trên 600 nm, trong miền bước sóng đỏ và hồng ngoại. Methan trong khí quyển hấp thụ ánh sáng đỏ làm cho Sao Hải Vương hiện lên có màu xanh giống như Sao Thiên Vương. Tuy nhiên, màu xanh da trời sáng của Sao Hải Vương khác hẳn so với màu xanh lơ lạnh của Sao Thiên Vương. Do mật độ methan trong khí quyển của hai hành tương tương tự nhau nên người ta chưa biết thành phần nào trong khí quyển là nguyên nhân làm cho hai hành tinh có màu sắc khác nhau.
Khí quyển Sao Hải Vương chia ra thành hai vùng chính; tầng đối lưu phía dưới với nhiệt độ trong tầng này giảm theo cao độ, và tầng bình lưu phía trên với nhiệt độ tăng theo cao độ. Biên giới giữa hai vùng này được gọi là khoảng lặng đối lưu có áp suất là 0,1 bar (10 kPa). Tầng bình lưu chuyển dần thành tầng nhiệt ở áp suất từ 10−5 đến 10−4 microbar (1 đến 10 Pa). Tầng nhiệt chuyển dần sang tầng ngoài nơi tiếp giáp với không gian vũ trụ.

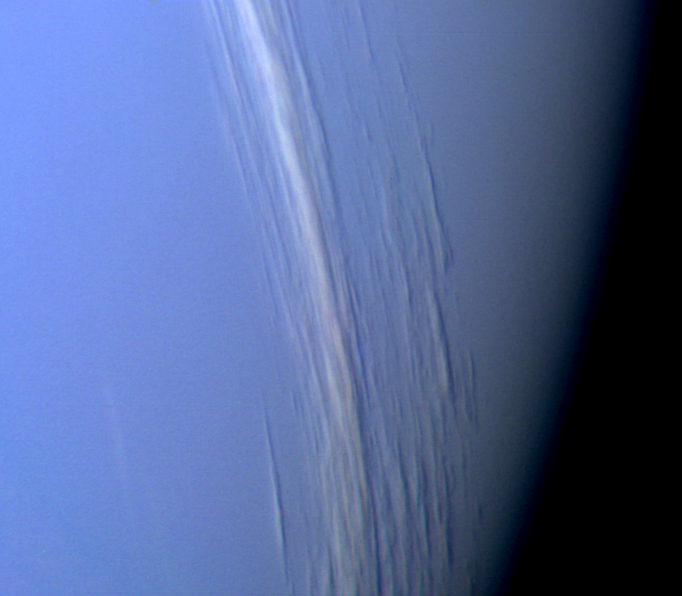
Những dải mây ở trên cao phủ bóng xuống tầng mây thấp hơn của Sao Hải Vương. Ảnh của Voyager 2

Các mô hình khí quyển cho rằng tầng đối lưu của Sao Hải Vương có những dải mây với nhiều thành phần thay đổi phụ thuộc vào cao độ của chúng. Những đám mây cao nhất hình thành ở áp suất dưới 1 bar, nơi nhiệt độ phù hợp cho khí methan ngưng tụ. Những vùng có mức áp suất từ 1 đến 5 bar (100 - 500 kPa) có thể hình thành các đám mây amonia và hydro sunfit. Với áp suất trên 5 bar, các đám mây có thể chứa amonia, amoni sulfide, hydro sunfit và nước. Các đám mây bằng nước hình thành ở độ sâu với mức áp suất 50 bar (5 MPa), nhiệt độ đạt 0 °C. Bên dưới mức này, cũng có thể có đám mây amonia và hydro sunfit.
Tàu Voyager 2 đã chụp được ảnh các đám mây ở trên cao khí quyển Sao Hải Vương phủ bóng lên tầng mây mờ bên dưới. Có những dải mây ở độ cao lớn bao xung quanh hành tại một vĩ độ nhất định. Chúng có bề rộng khoảng 50–150 km và cách các tầng mây thấp mờ khoảng 50–110 km. Những độ cao này lại nằm trên tầng đối lưu - tầng khí mà có các kiểu thời tiết đang diễn ra. Trên tầng bình lưu hoặc tầng thượng quyển không có sự hoạt động thời tiết.
Quang phổ của Sao Hải Vương cho thấy phía thấp của tầng bình lưu là đám sương mù chứa những phân tử ngưng tụ của quá trình quang ly methan, như các sản phẩm êtan và acetylen. Trong tầng bình lưu cũng có dấu vết của phân tử cacbon mônôxít và hydro xyanit. Nhiệt độ của tầng bình lưu trên Sao Hải Vương cao hơn nhiệt độ tầng bình lưu trên Sao Thiên Vương do có nhiều phân tử hydrocarbon tập trung hơn.
Tầng nhiệt có nhiệt độ cao bất thường lên tới 750 K do một nguyên nhân chưa rõ. Sao Hải Vương nằm quá xa Mặt Trời để bức xạ tử ngoại từ nó có thể làm nóng tầng này. Một giả thuyết cho cơ chế làm nóng là sự tương tác của các ion trong khí quyển với từ trường của hành tinh. Giả thuyết khác cho rằng sóng trọng lực (gravity wave, chú ý khác với sóng hấp dẫn-gravitational wave) xuất phát từ bên trong hành tinh tiêu tán nhiệt ra khí quyển của nó. Tầng nhiệt chứa lượng nhỏ cacbon dioxide và nước, có nguồn gốc từ bên ngoài như bụi vũ trụ hoặc mảnh vỡ của các thiên thạch.

### Từ quyển
Từ quyển của Sao Hải Vương giống với Sao Thiên Vương. Từ trường của nó nghiêng một góc lớn 47° so với trục tự quay và lệch ra khỏi tâm hành tinh 13.500 km (khoảng 0,55 lần bán kính). Trước khi Voyager 2 bay qua Sao Hải Vương, người ta cho rằng trục từ quyển của Sao Thiên Vương bị nghiêng lớn là do trục tự quay của hành tinh nghiêng với góc lớn. Nhưng khi so sánh từ trường của hai hành tinh với nhau, các nhà khoa học nhận ra rằng hướng của trục từ trường được đặc trưng bởi các dòng chất lỏng bên trong các hành tinh. Từ trường có thể được sinh ra bởi sự đối lưu của các chất lỏng dẫn điện bên trong một lớp vỏ mỏng hình cầu (chất lỏng này có lẽ chứa amonia, methan và nước) tương tự như hoạt động của các dynamo phát điện.
Thành phần của mômen lưỡng cực từ của Sao Hải Vương tại xích đạo từ bằng 14 microtesla (0,14 G). Mô men lưỡng cực từ của Sao Hải Vương bằng 2,2 × 1017 T•m³ (14 μT•RN3, với RN là bán kính của Sao Hải Vương). Từ trường của hành tinh này có dạng hình học phức tạp bao gồm sự phân bố tương đối lớn của thành phần phi lưỡng cực, trong đó có mô men tứ cực mà có thể vượt giá trị mô men từ lưỡng cực về độ lớn. Ngược lại Trái Đất, Sao Mộc và Sao Thổ có thành phần mô men tứ cực tương đối nhỏ, và trục từ trường của chúng hiện tại không lệch quá lớn so với trục tự quay hành tinh. Giá trị mô men tứ cực lớn của từ trường Sao Hải Vương có thể là do sự lệch khỏi tâm hành tinh của trục từ trường và sự giới hạn về mặt hình học của lớp vỏ dynamo hành tinh.
Vùng sốc hình cung (bow shock) của Sao Hải Vương, nơi từ quyển bắt đầu làm chậm gió Mặt Trời, xuất hiện ở khoảng cách 34,9 lần bán kính hành tinh. Vùng áp suất của gió Mặt Trời cân bằng với áp suất do từ trường (magnetopause), nằm ở khoảng cách 23–26,5 bán kính Sao Hải Vương. Đuôi của từ quyển mở rộng ít nhất tới 72 lần bán kính hành tinh, và thậm chí có thể xa hơn.

### Vành đai hành tinh

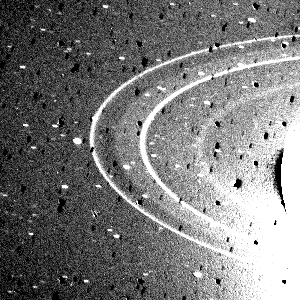
Vành đai Sao Hải Vương, chụp bởi Voyager 2.

Sao Hải Vương cũng có một hệ thống vành đai hành tinh, mặc dù chúng mờ hơn nhiều so với vành đai Sao Thổ. Các vành đai chứa những hạt băng phủ với silicat hoặc vật liệu gốc cacbon, và là nguyên nhân chủ yếu khiến các vành đai có màu sắc đỏ. Ba vành đai chính là những vành hẹp gồm Vành Adams, cách tâm Sao Hải Vương 63.000 km, Vành Le Verrier cách 53.000 km, và một vành rộng hơn nhưng mờ hơn là Vành Galle, cách tâm hành tinh 42.000 km. Phía bên ngoài Vành Le Verrier có một vành mờ là Vành Lassell; và một vành bên ngoài nó ở khoảng cách 57.000 km là Vành Arago.
Vành đai đầu tiên được phát hiện vào năm 1968 bởi một nhóm nghiên cứu do Edward Guinan đứng đầu. Nhưng lúc đó họ chỉ quan sát thấy một vành mờ, và không nhận ra một hệ thống vành đai đầy đủ. Năm 1984, xuất hiện những chứng cứ rõ ràng hơn cho thấy phải có những khoảng trống giữa các vành đai. Các nhà khoa học vẫn quan sát thấy ánh sáng của một ngôi sao ở xa trong khi đáng lẽ nó phải bị che khuất bởi các vành đai. Năm 1989, vấn đề được sảng tỏ khi tàu Voyager 2 năm 1989 chụp được ảnh các vành đai mờ bao quanh Sao Hải Vương. Những vành đai này có cấu trúc kết tụ các hạt vật chất lại thành một khối, mà người ta vẫn chưa hiểu là do nguyên nhân gì nhưng có thể là do tương tác hấp dẫn với những vệ tinh nhỏ gần các vành đai này.
Vành Adams ngoài cùng chứa năm cung sáng nổi bật đặt tên là Courage, Liberté, Egalité 1, Egalité 2 và Fraternité (Can đảm, Tự do, Công bằng và Bác ái). Sự tồn tại của những cung này rất khó giải thích bởi vì theo những định luật chuyển động của cơ học thiên thể tiên đoán chúng sẽ tản ra để trở thành một vành đai với mật độ đồng nhất trong một khoảng thời gian ngắn. Các nhà thiên văn học tin rằng những cung này duy trì được hình dạng hiện nay là do ảnh hưởng hấp dẫn của vệ tinh Galatea nằm ngay phía trong những cung vành đai này.
Những quan sát từ mặt đất năm 2005 cho thấy hệ thống vành đai Sao Hải Vương bất ổn định hơn so với suy nghĩ trước đó. Ảnh chụp từ Đài quan sát W. M. Keck trong các năm 2002 và 2003 cho thấy sự tan rã đáng kể trong các vành đai khi so sánh ảnh chụp của chúng từ tàu Voyager 2 năm 1989. Đặc biệt, dường như cung Liberté đã biến mất trong thời gian ngắn khoảng 1 thế kỷ.

## Khí hậu

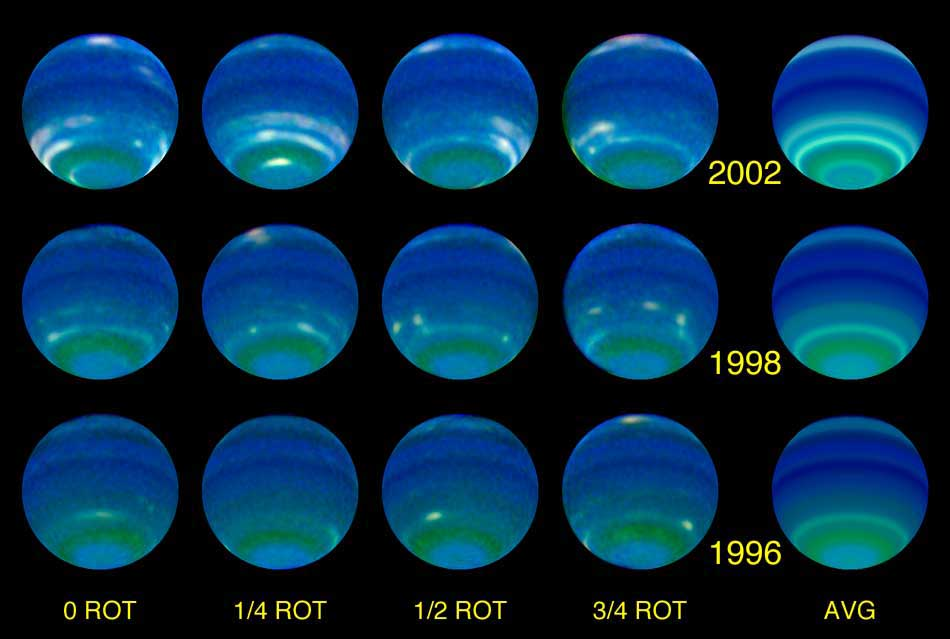
Sự biến đổi trong thời gian "ngắn" của mùa trên Sao Hải Vương. Ảnh của Hubble

Một trong những sự khác nhau giữa Sao Hải Vương và Sao Thiên Vương đó là mức độ của các hiện tượng khí hậu trên hai hành tinh. Khi tàu Voyager 2 bay qua Sao Thiên Vương năm 1986, qua bước sóng khả kiến hành tinh này hiện lên hầu như đồng màu và tĩnh lặng. Ngược lại Sao Hải Vương lại có những hoạt động mạnh trong tầng khí quyển khi Voyager 2 bay qua từ năm 1989.

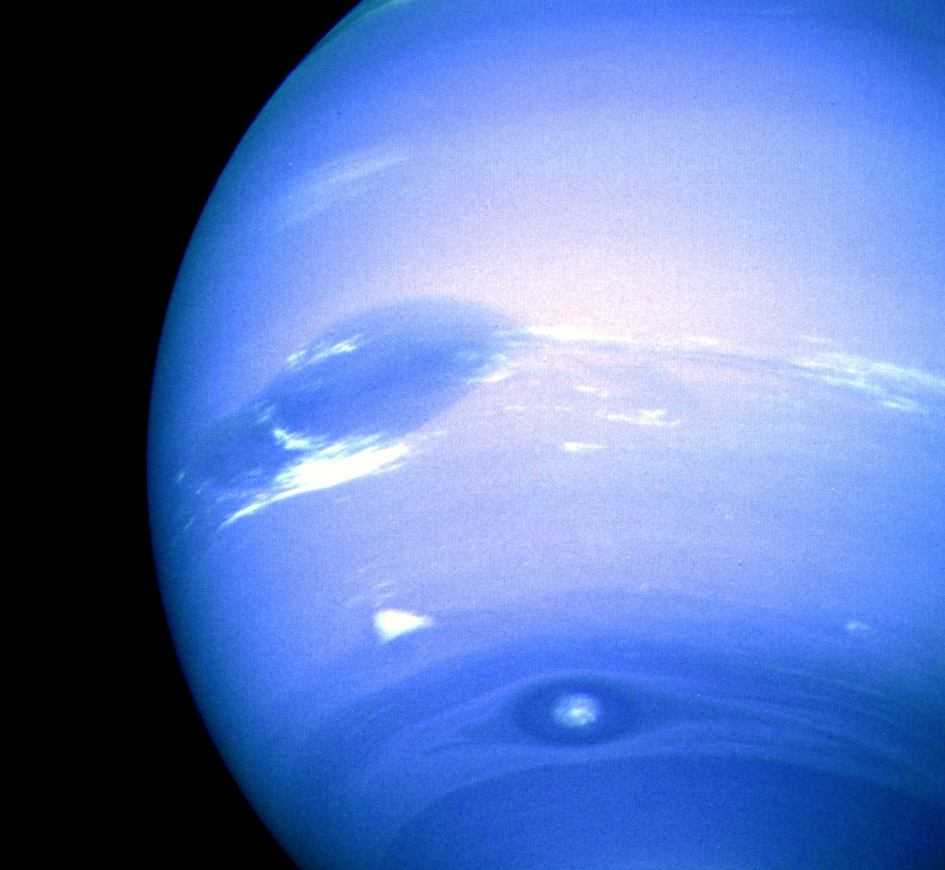
Vết Tối Lớn (trên), "Scooter" (đám mây trắng ở phía nam Vết Tối Lớn), và Vết Tối Nhỏ (dưới).

Thời tiết trên Sao Hải Vương được đặc trưng bởi hệ thống những cơn bão cực mạnh, với tốc độ gió có khi lên tới gần 600 m/s— gần đạt tới tốc độ siêu thanh đối với dòng khí. Khi theo dõi chuyển động của những đám mây vĩnh cửu, tốc độ gió thay đổi từ 20 m/s theo hướng đông sang 325 m/s theo hướng tây. Ở những đám mây trên cao, tốc độ gió biến đổi từ 400 m/s dọc xích đạo và còn 250 m/s tại hai cực. Hầu hết gió trên Sao Hải Vương thổi theo hướng ngược với chiều quay của hành tinh. Và miền gió thổi theo hướng cùng chiều với chiều tự quay hành tinh ở những vĩ độ cao, ngược lại gió thổi theo hướng nghịch chiều quay tại vĩ độ thấp và xích đạo. Sự khác nhau trong hướng gió thổi được cho là do hiệu ứng bề mặt và không phải do cơ chế hoạt động khí quyển ở phía dưới sâu. Tại vĩ độ 70° Nam, tồn tại một luồng gió thổi với tốc độ 300 m/s.
Sự phong phú của methan, ethan và axetylen ở vùng xích đạo của Sao Hải Vương nhiều hơn ở vùng cực 10-100 lần. Điều này được xem là bằng chứng cho việc bị dâng lên ở xích đạo và sụt gần các cực bởi vì các quá trình quang hóa không thể giải thích cho sự phân bố mà không có hiện tượng đối lưu vùng kinh tuyến.
Năm 2007, phía trên tầng đối lưu của cực Nam Sao Hải Vương được phát hiện có nhiệt độ cao hơn 10 °C so với phần còn lại của Sao Hải Vương, với nhiệt độ trung bình xấp xỉ −200 °C (70 K). Sự chênh lệch nhiệt độ là đủ để khí methan nằm ở vùng nhiệt độ lạnh trong thượng quyển Sao Hải Vương, có khả năng rò ra ngoài không gian vũ trụ thông qua cực nam. "Điểm nóng tương đối" này là do ảnh hưởng độ nghiêng trục quay của Sao Hải Vương, làm cho vùng cực nam hành tinh phơi dưới ánh sáng Mặt Trời trong một phần tư "năm Sao Hải Vương", hay gần 40 năm Trái Đất. Khi Sao Hải Vương di chuyển chậm dần về phía đối diện, vùng cực nam của nó sẽ bị tối đi và vùng cực bắc được chiếu sáng, và dần dần làm cho methan thoát ra khỏi hành tinh thông qua vùng cực bắc.
Do sự thay đổi theo mùa, nên những dải mây ở bán cầu nam hành tinh này tăng dần theo kích cỡ và suất phản chiếu. Hiện tượng này lần đầu tiên được ghi nhận lần đầu tiên vào năm 1980 và được dự báo sẽ kéo dài đến năm 2020. Chu kỳ quỹ đạo lớn của Sao Hải Vương cũng làm cho các mùa trên hành tinh này diễn ra trong bốn mươi năm.

### Bão trên Sao Hải Vương

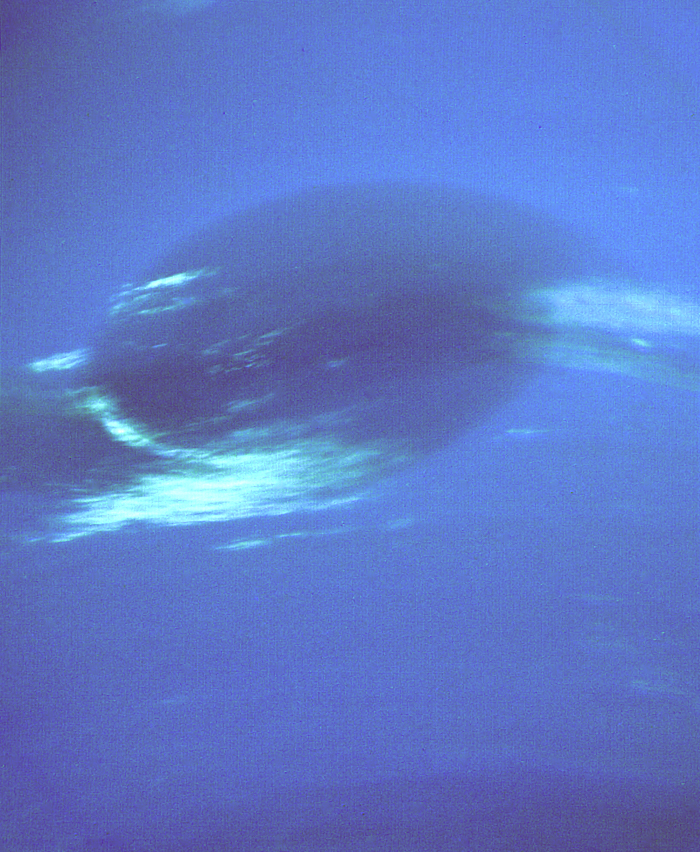
Vết Tối Lớn, phía nam bán cầu ở phía trên bức ảnh (ảnh đã bị quay ngược), chụp bởi Voyager 2

Năm 1989, Vết Tối Lớn, một cơn bão xoáy nghịch với diện tích 13000×6600 km được tàu Voyager 2 phát hiện. Cơn bão này có dạng giống với Vết Đỏ Lớn của Sao Mộc. 5 năm sau, ngày 2 tháng 11 năm 1994, kính thiên văn không gian Hubble không nhìn thấy Vết Tối Lớn trên khí quyển hành tinh. Thay vào đó, một cơn bão tương tự như Vết Tối Lớn xuất hiện ở bán cầu bắc hành tinh.
"Scooter", tên gọi của một cơn bão khác, là một nhóm các đám mây trắng ở phía nam của Vết Tối Lớn. Nó được đặt tên như vậy là do khi lần đầu tiên được phát hiện ra vài tháng trước khi Voyager 2 bay quan hành tinh năm 1989, người ta nhận thấy nó di chuyển nhanh hơn Vết Tối Lớn. Những bức ảnh chụp sau đó cho thấy còn có những đám mây di chuyển nhanh hơn nữa. Vết Tối Nhỏ là một cơn bão xoáy thuận ở bán cầu nam, cơn bão mạnh thứ hai được quan sát trong lần bay qua năm 1989. Ban đầu cơn bão này hoàn toàn tối màu, nhưng khi Voyager 2 tiếp cận hành tinh, nó đã phát hiện ra cơn bão hình thành một trung tâm sáng và có thể nhìn thấy trong đa số những bức ảnh có độ phân giải cao. Năm 2018, một vết tối mới và nhỏ hơn đã được xác định và nghiên cứu kỹ.
Những vết tối xuất hiện trong tầng đối lưu ở cao độ thấp hơn so với các đám mây sáng trong khí quyển Sao Hải Vương, do vậy chúng hiện lên như là những lỗ tối của tầng mây cao hơn. Chúng là những đặc điểm ổn định có thể tồn tại trong vài tháng, và có cấu trúc xoáy cuộn khí. Thường đi kèm với những vết tối là những đám mây methan vĩnh cửu, sáng hơn hình thành xung quanh tầng đối lưu. Sự luôn xuất hiện những đám mây đồng hành chỉ ra rằng những vết tối trước đó có thể tiếp tục tồn tại như là một xoáy thuận khí quyển ngay cả khi chúng không còn hiện lên là một đặc điểm tối nữa. Những vết tối có thể tiêu tan khi chúng tiến quá gần đến vùng xích đạo hoặc thông qua một cơ chế bí ẩn chưa được khám phá.

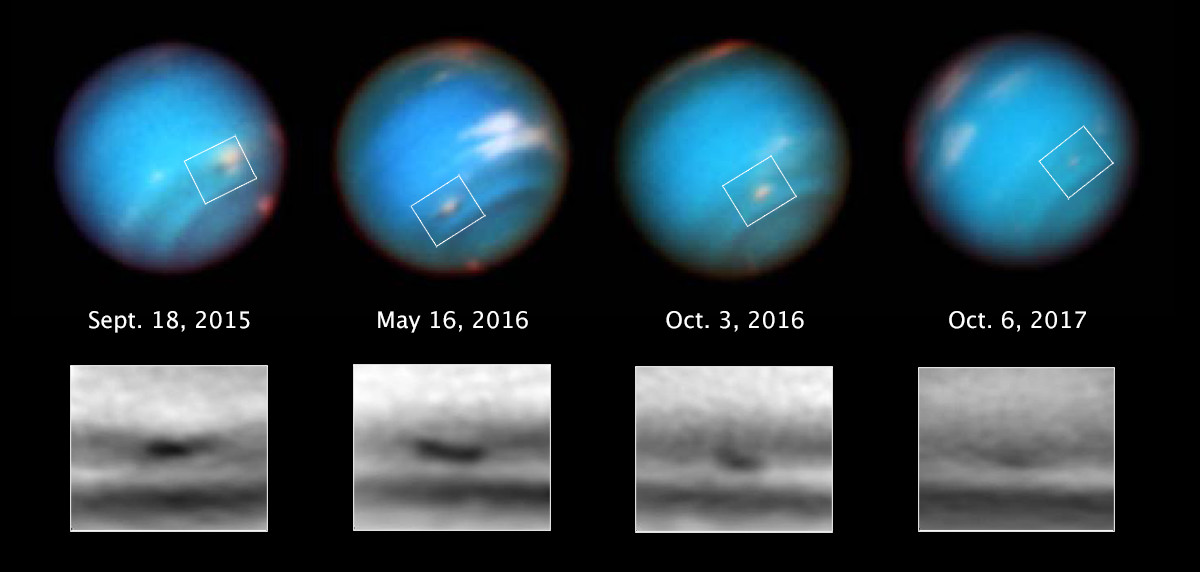
Cơn bão xoáy khí quyển trên Sao Hải Vương theo thời gian

Sự hiện diện của Vết Tối Lớn phía bắc vào năm 2018 là bằng chứng cho thấy một cơn bão lớn đang hình thành, chụp bởi Hubble

### Nội nhiệt

Bốn bức ảnh chụp cách nhau vài giờ từ kính thiên văn Hubble của NASA/ESA qua camera WFC 3.

Sao Hải Vương có sự hoạt động trong khí quyển mạnh hơn so với trên Sao Thiên Vương. Nguyên nhân được cho là nội nhiệt trong hành tinh cao hơn so với Sao Thiên Vương. Mặc dù Sao Hải Vương nằm xa Mặt Trời hơn so với Sao Thiên Vương, nó chỉ hấp thụ được 40% lượng ánh sáng Mặt Trời, nhưng nhiệt độ bề mặt trên hai hành tinh lại xấp xỉ bằng nhau. Vùng bên trên tầng đối lưu của Sao Hải Vương có nhiệt độ thấp −221,4 °C (51,7 K). Ở độ sâu nơi áp suất khí quyển bằng 1 bar (100 kPa), nhiệt độ tại đây bằng −201,15 °C (72,00 K). Sâu dưới bên trong tầng khí, nhiệt độ tăng dần theo độ sâu. Cũng giống như Sao Thiên Vương, nguồn gốc sinh ra nhiệt này chưa được làm rõ. Tuy nhiên giữa hai hành tinh có sự khác biệt lớn: Sao Thiên Vương chỉ phát ra 1,1 lần năng lượng nó nhận được từ bức xạ của Mặt Trời; trong khi Sao Hải Vương phát ra năng lượng cao gấp 2,61 lần lượng năng lượng nó nhận từ Mặt Trời. Nó là hành tinh xa Mặt Trời nhất và chỉ nhận được 40% lượng ánh sáng Mặt Trời, do vậy năng lượng tạo ra những cơn gió mạnh nhất trong Hệ Mặt Trời trên khí quyển hành tinh phải đến từ bên trong hành tinh này. Có một số cơ chế giải thích được đề xuất, bao gồm quá trình tiêu tán nhiệt từ lõi hành tinh, sự chuyển đổi của methan dưới áp suất cao thành hydro, kim cương và những hydrocarbon mạch dài hơn (hydro nhẹ nhất có thể bay lên, trong khi kim cương thì chìm xuống, giải phóng thế năng hấp dẫn thành nhiệt thông qua định luật bảo toàn năng lượng), và quá trình đối lưu trong tầng thấp khí quyển làm cho sóng trọng lực phá vỡ tầng đối lưu.

## Quỹ đạo và sự tự quay

Sao Hải Vương (vòng đỏ) hoàn thành một chu kỳ quỹ đạo quanh Mặt Trời hết 164,79 vòng quỹ đạo Trái Đất. Sao Thiên Vương có màu xanh.

Khoảng cách trung bình giữa Sao Hải Vương và Mặt Trời là 4,5 tỷ km (khoảng 30,1 AU), và chu kỳ quỹ đạo bằng 164,79 năm Trái Đất thay đổi trong khoảng ±0,1 năm.
Ngày 11 tháng 7 năm 2011, Sao Hải Vương đã hoàn thành hết một vòng quỹ đạo quanh khối tâm với Mặt Trời kể từ khi phát hiện ra hành tinh năm 1846. Nó không xuất hiện tại đúng vị trí trên bầu trời lúc nó được phát hiện bởi vì Trái Đất đã ở vị trí khác trong quỹ đạo 365,25 ngày. Do Mặt Trời cũng chuyển động so với khối tâm của toàn Hệ Mặt Trời nên ngày 11 tháng 7 Sao Hải Vương cũng không ở vị trí chính xác tương đối so với Mặt Trời ở thời điểm phát hiện ra nó. Nếu chúng ta sử dụng hệ tọa độ có Mặt Trời tại tâm, thì ngày hoàn thành một chu kỳ quỹ đạo của Sao Hải Vương là 12 tháng 7 năm 2011.
Mặt phẳng quỹ đạo elip của Sao Hải Vương nghiêng 1,77° so với mặt phẳng quỹ đạo của Trái Đất. Do độ lệch tâm quỹ đạo của nó bằng 0,011 nên khoảng cách tới Mặt Trời thay đổi trong phạm vi 101 triệu km giữa cận điểm và viễn điểm quỹ đạo.
Trục tự quay của Sao Hải Vương nghiêng 28,32°, xấp xỉ gần bằng so với của Trái Đất (23°) và Sao Hỏa (25°). Vì thế nó là hành tinh có sự thay đổi thời tiết giữa các mùa. Do chu kỳ quỹ đạo lớn, cho nên mỗi mùa của hành tinh diễn ra trong vòng 40 năm Trái Đất. Chu kỳ sao (ngày) của hành tinh gần bằng 16,11 giờ. Do trục quay hành tinh nghiêng tương tự như của Trái Đất, sự biến đổi trong thời gian của một "ngày" Sao Hải Vương không thay đổi đáng kể trong một "năm" của hành tinh.
Bởi vì Sao Hải Vương không phải là một quả cầu rắn, bầu khí quyển của nó thể hiện sự quay vi sai. Vùng xích đạo của khí quyển có chu kỳ quay 18 giờ, chậm hơn chu kỳ quay 16,1 giờ của từ trường hành tinh. Ngược lại, chu kỳ quay của hai vùng cực bằng 12 giờ. Sự khác nhau trong chu kỳ quay của khí quyển giữa các vùng là nổi bật nhất trong khí quyển của các hành tinh trong Hệ Mặt Trời, và kết quả của sự khác biệt này đó là áp lực cắt của gió dọc theo vĩ độ là rất lớn.
Trong năm 2020, Sao Hải Vương ở vào vị trí xung đối (gần Trái Đất nhất) vào ngày 11 tháng 9.

### Cộng hưởng quỹ đạo

Minh họa những quỹ đạo cộng hưởng trong vành đai Kuiper do ảnh hưởng của Sao Hải Vương: đường nâu sáng có cộng hưởng 2:3 (plutinos), "vành đai cổ điển" (cubewanos), và đường nâu sẫm cộng hưởng 1:2 (twotino.

Quỹ đạo của Sao Hải Vương có ảnh hưởng lớn đến những vùng bên ngoài quỹ đạo hành tinh này, như vành đai Kuiper. Vành đai Kuiper là một khu vực bao gồm những thiên thạch băng nhỏ, tiểu hành tinh tương tự như vành đai tiểu hành tinh nhưng ở xa hơn, nằm ở phạm vi từ quỹ đạo Sao Hải Vương 30 AU cho đến bán kính 55 AU tính từ Mặt Trời. Tương tụ như ảnh hưởng hấp dẫn của Sao Mộc lên cấu trúc của vành đai tiểu hành tinh, lực hấp dẫn của Sao Hải Vương cũng thống trị vành đai Kuiper. Theo thời gian, những vùng trong vành đai Kuiper trở lên mất ổn định bởi lực hút từ Sao Hải Vương, dần dần tạo ra những khoảng trống trong cấu trúc vành đai Kuiper. Ví dụ như vùng có phạm vi 40 và 42 AU.
Cũng tồn tại những quỹ đạo bên trong những vùng trống này nơi các vật thể có thể tồn tại lâu theo thời gian của Hệ Mặt Trời. Những quỹ đạo cộng hưởng xuất hiện khi chu kỳ quỹ đạo của Sao Hải Vương bằng tỷ lệ chính xác với chu kỳ quỹ đạo của vật thể đó, như 1:2 hoặc 3:4. Hay, nếu một vật thể quay quanh được một vòng quanh Mặt Trời thì Sao Hải Vương đã quay được 2 vòng, và như vậy vật thể đó chỉ hoàn thành được một nửa quỹ đạo khi Sao Hải Vương hoàn thành 1 chu kỳ quỹ đạo của nó. Tỷ số cộng hưởng mà nhiều vật thể trong vành đai Kuiper có quỹ đạo cộng hưởng với Sao Hải Vương, với trên 200 vật thể đã biết trong vành đai, là cộng hưởng 2:3. Những vật theo cộng hưởng này sẽ hoàn thành 2 vòng quỹ đạo khi Sao Hải Vương hoàn thành 3 vòng quỹ đạo, và các nhà khoa học phân loại những vật thể này vào nhóm plutino bởi vì thiên thể lớn nhất trong nhóm này của vành đai Kuiper là Pluto. Mặc dù quỹ đạo của Pluto cắt qua quỹ đạo của Sao Hải Vương, cộng hưởng 2:3 đảm bảo rằng chúng không bao giờ va chạm vào nhau. Cũng tồn tại những quỹ đạo cộng hưởng 3:4, 3:5, 4:7 và 2:5 nhưng có ít vật thể có quỹ đạo với tỷ số cộng hưởng này.
Sao Hải Vương có một số thiên thể Troia nằm ở điểm Lagrange L4 và L5 trong hệ Sao Hải Vương—Mặt Trời, vùng cân bằng bền của trường lực hấp dẫn đi trước và sau hành tinh trên cùng quỹ đạo của nó. Các thiên thể Troia của Sao Hải Vương có thể coi là những thiên thể có cộng hưởng quỹ đạo 1:1 với Sao Hải Vương. Một số thiên thể Troia tồn tại rất ổn định trong quỹ đạo của chúng, và dường như là đã hình thành cùng với Sao Hải Vương hơn là bị hành tinh này bắt giữ. Vật thể đầu tiên tồn tại ở điểm Lagrange L5 đi theo sau Sao Hải Vương là 2008 LC18. Sao Hải Vương cũng có những vệ tinh giả tạm thời như, (309239) 2007 RW10. Vật thể này trở thành vệ tinh giả của Sao Hải Vương trong 12.500 năm trước và có lẽ sẽ tồn tại trong trạng thái như vậy trong 12.500 năm nữa. Nó có thể là một vật thể bị bắt giữ.

## Sự hình thành và di trú

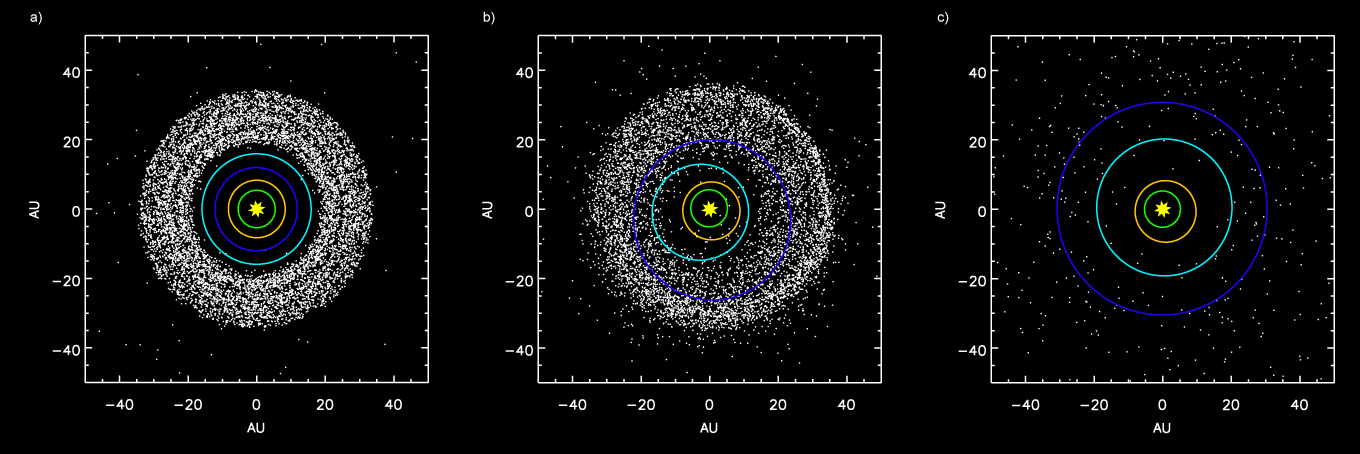
Mô phỏng máy tính cho thấy những hành tinh bên ngoài và vành đai Kuiper: a) trước khi Sao Mộc và Sao Thổ đạt cộng hưởng quỹ đạo 2:1; b) các vật thể trong vành đai Kuiper thu hẹp quỹ đạo dần về phía Mặt Trời trong khi Sao Thiên Vương và Sao Hải Vương dịch chuyển quỹ đạo ra bên ngoài; c) sau một thời gian dài Sao Mộc làm lệch hoặc đẩy các vật thể trong vành đai Kuiper ra xa.

Sự hình thành các hành tinh băng đá khổng lồ, Sao Thiên Vương và Sao Hải Vương, mà các nhà khoa học rất khó có thể mô hình hóa một cách chính xác. Những mô hình hiện tại chỉ ra mật độ vật chất ở vùng bên ngoài Hệ Mặt Trời là quá thấp để hình thành lên những vật thể lớn từ phương pháp truyền thống chấp nhận bởi đa số đó là lõi bồi tụ, và người ta đã đưa ra nhiều giả thuyết nhằm giải thích sự hình thành của các hành tinh băng đá. Một giả thuyết đó là các hành tinh này không tạo ra từ sự bồi tụ lõi mà từ quá trình bất ổn định bên trong đĩa tiền hành tinh nguyên thủy, và sau đó bầu khí quyển của chúng bị bức xạ mạnh của những ngôi sao OB thổi bay đi (khi Hệ Mặt Trời hình thành, nó ở trong một đám mây phân tử mà xung quanh có rất nhiều ngôi sao mới đã và đang hình thành, theo thời gian Mặt Trời quay quanh Ngân Hà và dần rời xa đám mây nguyên thủy này).
Một giả thuyết khác đó là các hành tinh băng đá hình thành gần Mặt Trời hơn, nơi có mật độ vật chất cao hơn, và sau đó hành tinh di trú ra quỹ đạo bên ngoài như hiện tại sau khi đã lấy đi khí trong đĩa tiền hành tinh nguyên thủy. Các nhà thiên văn cũng rất quan tâm tới giả thuyết di trú hành tinh, bởi vì khả năng của mô hình giải thích tốt hơn sự có mặt của nhiều vật thể nhỏ trong vùng ngoài quỹ đạo Sao Hải Vương. Mô hình hiện tại được chấp nhận nhiều nhất trong giải thích chi tiết sự hình thành các hành tinh băng đá đó là mô hình Nice, nó giải thích sự di trú của Sao Hải Vương và những hành tinh khí khổng lồ khác cũng như cấu trúc của vành đai Kuiper.

## Vệ tinh

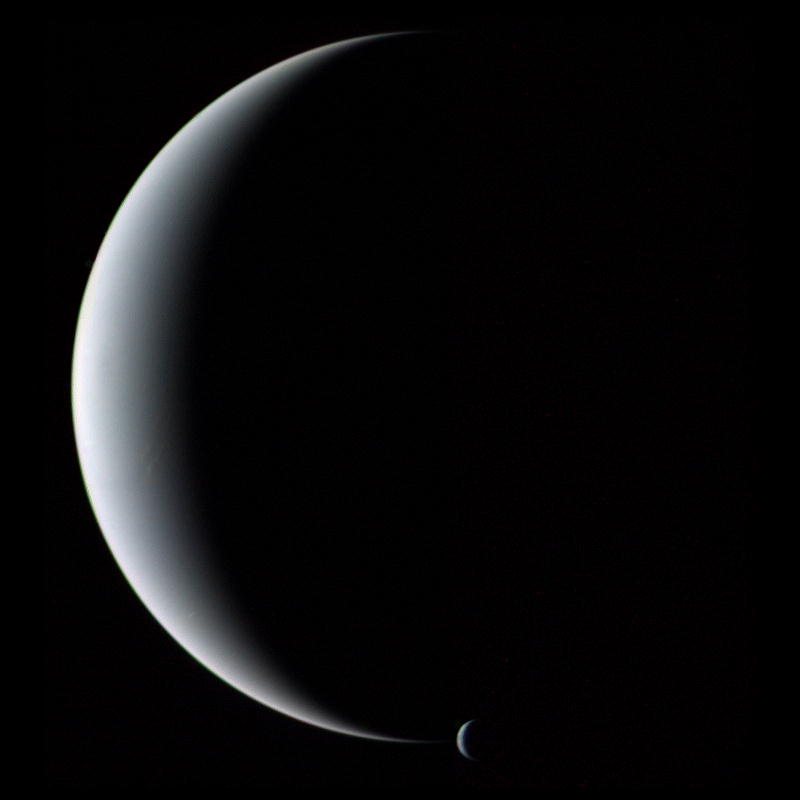
Sao Hải Vương (trên) và Triton (dưới)

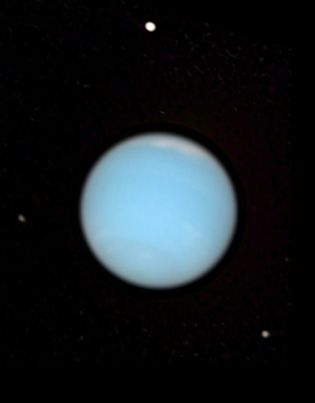
Ảnh màu thực của Sao Hải Vương và vệ tinh Proteus (trên), Larissa (dưới bên phải) và Despina (trái), ảnh của kính Hubble.

Sao Hải Vương có 16 vệ tinh đã biết. Vệ tinh lớn nhất của nó, Triton chiếm hơn 99,5% khối lượng của toàn bộ các vật thể quay quanh Sao Hải Vương và là vệ tinh duy nhất có hình cầu. Triton do nhà thiên văn học William Lassell phát hiện ra chỉ 17 ngày sau khi Galle và d'Arrest phát hiện Sao Hải Vương. Không giống như những vệ tinh lớn trên các hành tinh khác trong Hệ Mặt Trời, Triton chuyển động trên quỹ đạo có hướng ngược với chiều tự quay của Sao Hải Vương (quỹ đạo nghịch hành), và có khả năng nó bị hành tinh bắt giữ hơn là hình thành cùng với Sao Hải Vương; vệ tinh này có thể từng là một hành tinh lùn trong vành đai Kuiper. Quỹ đạo Triton rất gần với Sao Hải Vương khiến nó bị khóa quay đồng bộ (tự quay quanh trục), và đang rơi xoắn ốc chậm dần về phía hành tinh do gia tốc thủy triều. Cuối cùng vệ tinh này sẽ bị vỡ nát trong khoảng 3,6 tỷ năm nữa, khi quỹ đạo của nó đến giới hạn Roche, nơi lực thủy triều của hành tinh xé nát Triton ra. Năm 1989, Triton là vệ tinh lạnh nhất trong Hệ Mặt Trời từng được đo, với nhiệt độ bề mặt của nó bằng −235 °C (38 K).
Vệ tinh thứ hai của Sao Hải Vương (theo thứ tự phát hiện), là vệ tinh dị hình Nereid, với quỹ đạo là một trong những quỹ đạo lệch tâm nhất trong các vệ tinh của các hành tinh thuộc Hệ Mặt Trời. Độ lệch tâm quỹ đạo 0,7512 khiến viễn điểm quỹ đạo bằng 7 lần cận điểm quỹ đạo tính tới Sao Hải Vương.

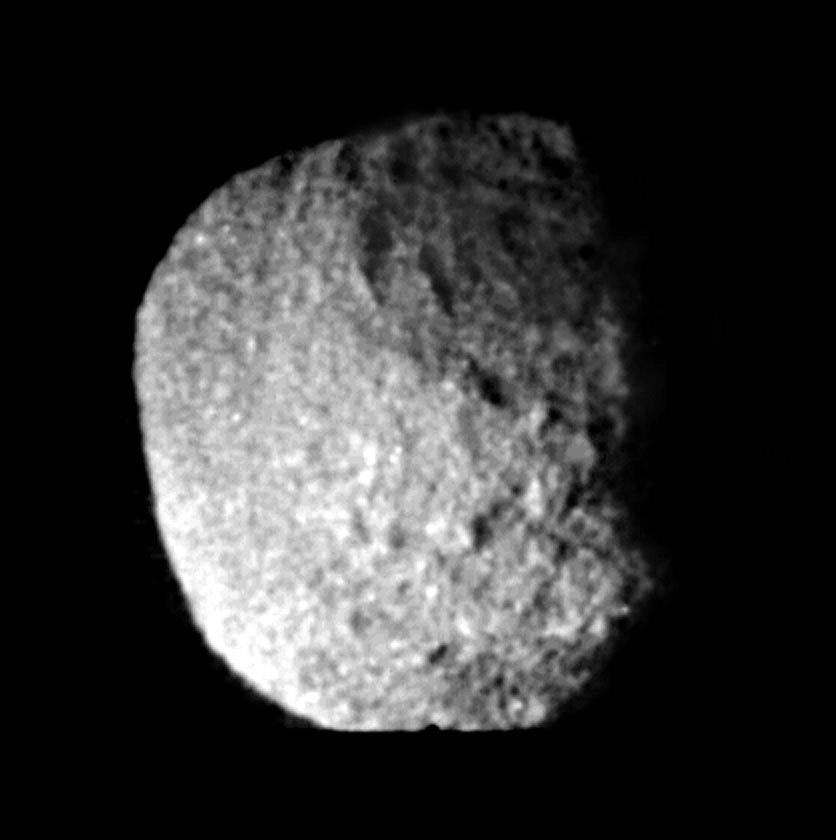
Vệ tinh Proteus.

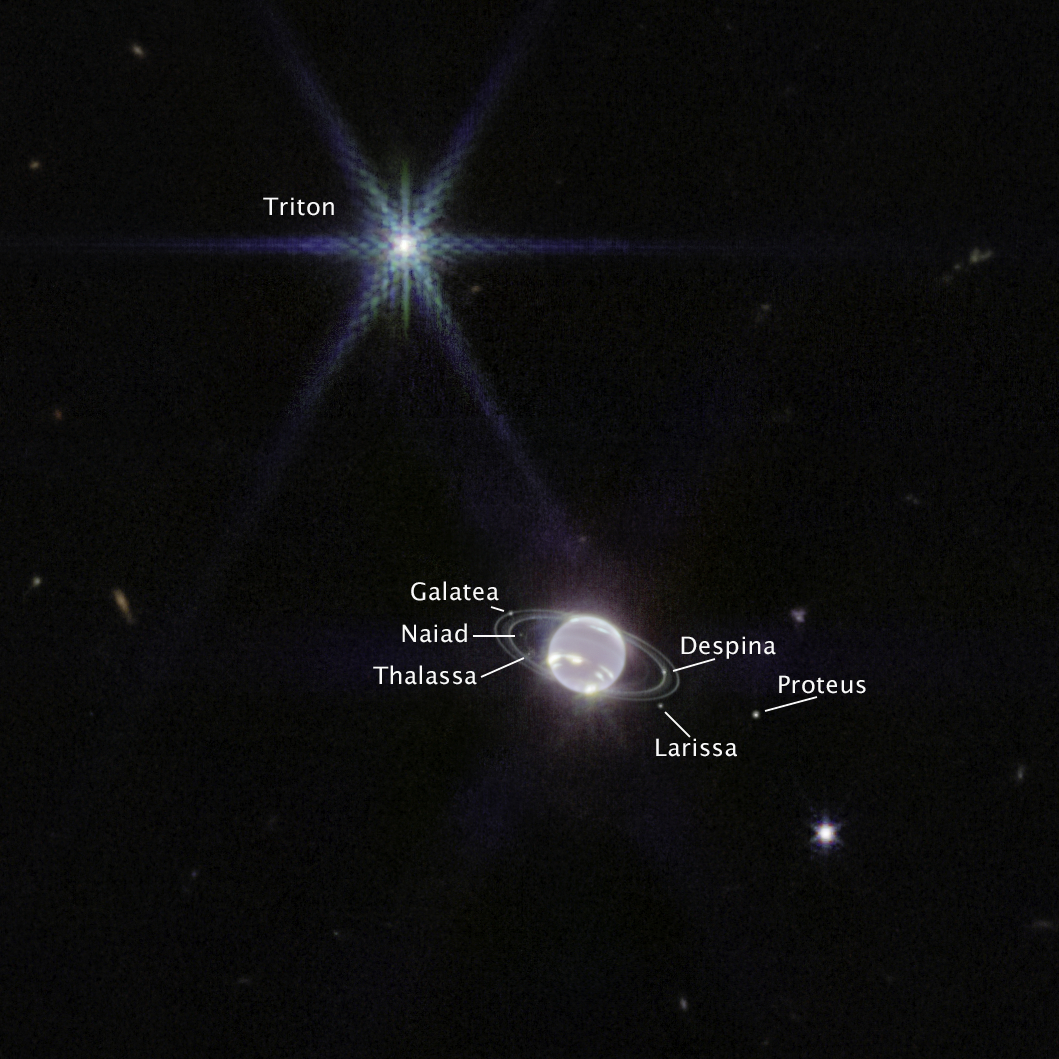
Ảnh hồng ngoại về hệ Sao Hải Vương cùng với vành đai và các vệ tinh tự nhiên do Kính viễn vọng không gian James Webb chụp vào năm 2022. Tên của các vệ tinh tự nhiên được chú thích trên ảnh.

Từ tháng 7 đến tháng 9 năm 1989, Voyager 2 phát hiện ra sáu vệ tinh mới của Sao Hải Vương. Trong số chúng, nổi bật là vệ tinh dị hình Proteus với khối lượng không đủ để nó có dạng hình cầu. Tuy nó là vệ tinh có khối lượng lớn thứ hai của Sao Hải Vương, nhưng khối lượng chỉ bằng 0,25% khối lượng Triton. Bốn vệ tinh trong cùng của hành tinh—Naiad, Thalassa, Despina và Galatea— có quỹ đạo nằm trong các vành đai của Sao Hải Vương. Vệ tinh nằm xa nhất, Larissa, khám phá từ năm 1981 khi nó che khuất một ngôi sao. Sự che khuất này cũng khiến các nhà thiên văn cho rằng họ đã phát hiện ra thêm một cung vành đai, nhưng khi Voyager 2 bay qua Sao Hải Vương năm 1989, thì cung vành đai này là do vệ tinh Larissa gây ra. 5 vệ tinh dị hình mới phát hiện trong các năm 2002 và 2003 được công bố vào năm 2004. Do hành tinh mang tên vị thần biển cả của người La Mã, tên gọi các vệ tinh của nó cũng mang tên các vị thần biển khác.
Vệ tinh mới nhất và nhỏ nhất, Hippocamp, được kính thiên văn Hubble phát hiện vào năm 2013 có đường kính nhỏ hơn 20 km.

## Quan sát
Sao Hải Vương không thể quan sát bằng mắt thường được, với cấp biểu kiến +7,7 đến +8.0, và hành tinh sáng hơn các vệ tinh Galileo của Sao Mộc, hành tinh lùn Ceres và các tiểu hành tinh 4 Vesta, 2 Pallas, 7 Iris, 3 Juno và 6 Hebe. Một kính thiên văn hoặc một ống nhòm mạnh có thể phân giải Sao Hải Vương thành một đĩa xanh nhỏ, nhìn giống như Sao Thiên Vương.
Bởi vì khoảng cách từ Trái Đất đến hành tinh rất xa, đường kính góc của hành tinh có giá trị trong phạm vi 2,2 đến 2,4 giây cung, giá trị nhỏ nhất đối với các hành tinh trong Hệ Mặt Trời. Kích cỡ biểu kiến nhỏ của hành tinh là một thử thách lớn cho những nghiên cứu từ mặt đất. Hầu hết các kính thiên văn bị giới hạn trong khả năng quan sát cho đến khi các nhà thiên văn có kính thiên văn không gian Hubble và những kính thiên văn mặt đất cỡ lớn khác với công nghệ quang học thích nghi.
Từ Trái Đất, Sao Hải Vương hiện lên trên bầu trời với chuyền động ngược sau mỗi 367 ngày, kết quả của một vòng chuyển động của Trái Đất, và khi nhìn từ mặt đất chúng ta thấy hành tinh chuyển động ngược lại so với các sao cố định sau mỗi lần xung đối với Trái Đất. Sao Hải Vương ở rất gần những vòng này vào năm khám phá 1846 cũng như vào tháng 10 và tháng 11 năm 2011.
Quan trắc Sao Hải Vương qua bước sóng vô tuyến cho thấy hành tinh là một nguồn phát ra những bức xạ vô tuyến và cả những chớp vô tuyến dị thường. Nguyên nhân phát ra những bức xạ vô tuyến này là từ trường quay của hành tinh. Trong dải phổ hồng ngoại, những cơn bão trên khí quyển Sao Hải Vương sáng hơn hẳn những tầng mây lạnh xung quanh, và cho phép các nhà thiên văn đo được hình dạng và kích thước của những cơn bão.

## Thăm dò

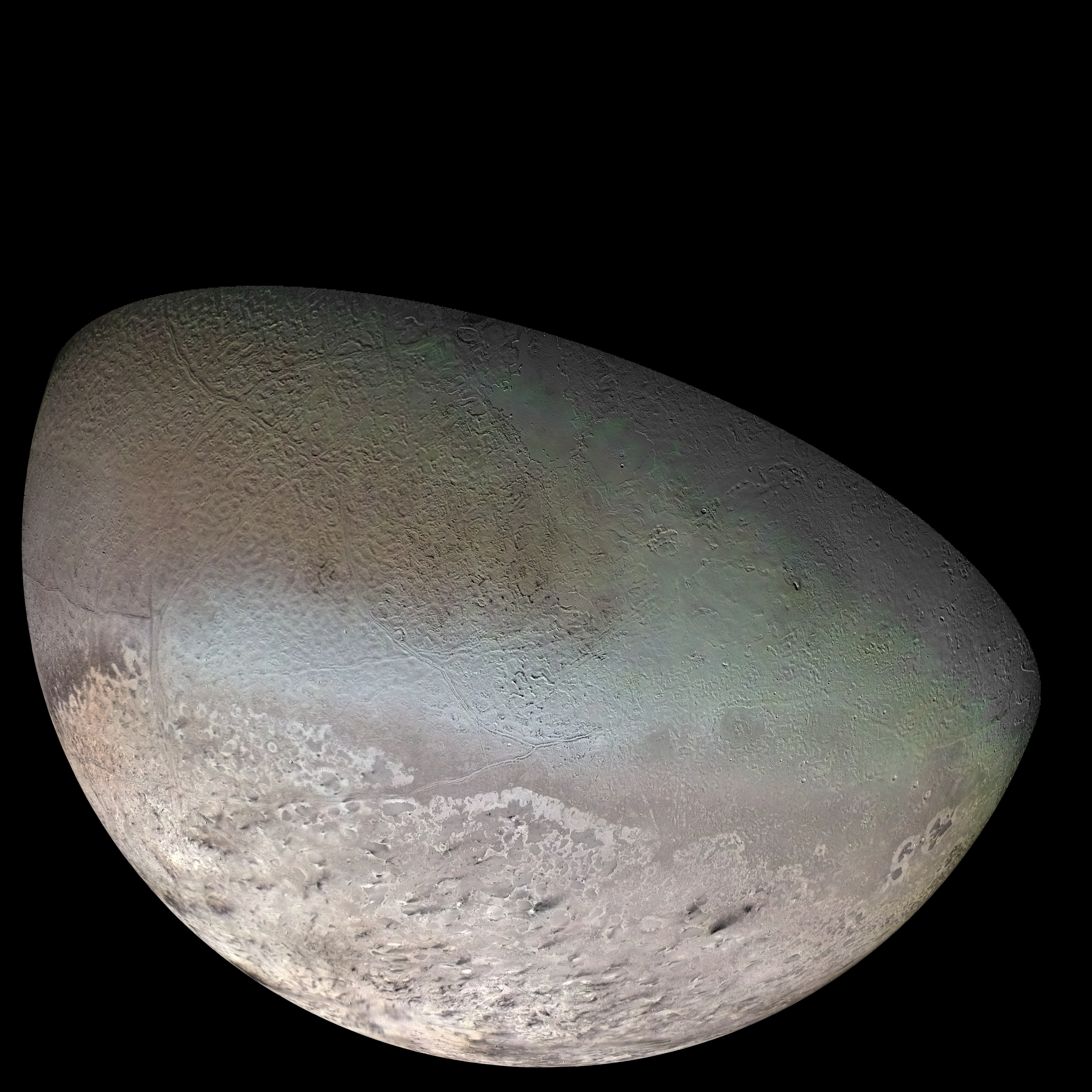
Ảnh của Voyager 2 chụp vệ tinh Triton.

Tàu thám hiểm vũ trụ Voyager 2 tiếp cận Sao Hải Vương gần nhất vào ngày 25 tháng 8 năm 1989. Do đây là hành tinh lớn cuối cùng mà con tàu viếng thăm, các nhà quản lý chương trình quyết định cho con tàu bay qua vệ tinh Triton, vì họ không cần phải tính đến quỹ đạo tàu sau đó như thế nào, tương tự như tàu Voyager 1 bay qua Sao Thổ và thực hiện chuyến bay qua vệ tinh Titan. Những bức ảnh Voyager 2 gửi về Trái Đất trở thành nội dung chính cho một chương trình của đài PBS, Neptune All Night.
Trong giai đoạn bay qua, tín hiệu từ Voyager 2 cần 246 phút để tới được Trái Đất. Do vậy, đa số tiến trình thực hiện của tàu là đã được lập trình sẵn trước đó từ mặt đất và gửi lên qua mạng lưới truyền tin không gian trước khi con tàu bay qua Sao Hải Vương. Voyager 2 cũng bay gần vệ tinh Nereid trước khi cách tầng trên khí quyển hành tinh ở khoảng cách 4.400 km vào ngày 25 tháng 8, và sau đó nó bay qua vệ tinh lớn nhất Triton trong cùng ngày.
Voyager 2 cũng đo được từ trường bao quanh hành tinh và phát hiện ra trục từ trường lệch khỏi tâm Sao Hải Vương và nghiêng tương tự như trục từ trường của Sao Thiên Vương. Vấn đề chu kỳ tự quay của hành tinh cũng được xác định bằng cách đo chu kỳ phát ra bức xạ vô tuyến từ Sao Hải Vương. Voyager 2 cũng cho thấy hành tinh có bầu khí quyển hoạt động rất mạnh mẽ. Con tàu phát hiện ra thêm 6 vệ tinh mới, và thêm một vành đai mới.
Năm 2003, có một đề xuất trong Kế hoạch các phi vụ trong tương lai của NASA nhằm phóng một tàu quỹ đạo Sao Hải Vương mang theo một thiết bị thăm dò khí quyển giống như phi vụ Cassini. Chương trình do Phòng thí nghiệm sức đẩy phản lực JPL và Học viện công nghệ California hợp tác thực hiện, nhưng dự án đã không được phê chuẩn.